# 平行いとこと交叉いとこ
平行いとこ（へいこういとこ、parallel cousin）と交叉いとこ（こうさいとこ、cross cousin）は、人類学において親族の区別に用いられる術語である。いとこのうち、親どうしが同性（兄弟または姉妹）であるものを平行いとこと呼び、異性（兄妹または姉弟）であるものを交叉いとこと呼ぶ。言いかえると、平行いとこは父親の兄弟（父方のおじ）の子、または母親の姉妹（母方のおば）の子を言い、交叉いとこは父親の姉妹（父方のおば）の子、または母親の兄弟（母方のおじ）の子を言う。単系の親族（父系制または母系制）において、平行いとこは自分と同じ親族に属するが、交叉いとこはそうではなく、交叉いとこの結婚は族外婚になる。また、未婚同士の平行いとこが同じ苗字となることも、ならないこともある。
クロード・レヴィ＝ストロースは、平行いとこと交叉いとこでは生物学的近親度が等しいにもかかわらず、片方との婚姻のみがタブーとされることをもって、婚姻禁忌が生物学的根拠を持っていないことの傍証とした。レヴィ＝ストロースは婚姻を交換の一種としてとらえ、それを限定交換と全面交換に大別した。交叉いとこ婚はどちらでも成立するが、限定交換のもっとも単純な場合では集団が2つの外婚半族に分かれる。平行いとこは同一の半族に属するために兄弟姉妹と同じ名で呼ばれ、交叉いとこは反対の半族に属するために夫婦と同じ名で呼ばれる。

## 役割

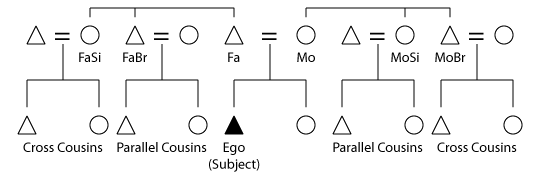
自分（▲）から見た平行いとこと交叉いとこ

いくつかの文化において交叉いとこは特に重要な役割を果たす。たとえばイロコイ族の親族制度では交叉いとこ同士のいとこ婚が推奨される。
平行いとこの結婚（たとえば男とその父の兄弟の娘との結婚）はある社会では推奨されることがあり、牧畜社会では広く見られる。そのような結婚では財産が族内にとどめられるためである。しかしいくつかの社会では逆に平行いとこの結婚は近親相姦のタブーとされる。これは平行いとこが同族であるのに対して交叉いとこはそうではないからである。

## 親族名称
親族名称体系の多くにおいて、平行いとこまたは交叉いとこを意味する語彙が実際のいとこをはるかに越えた血縁関係に用いられる。また、兄弟に対して使う語で平行いとこを呼ぶ（交叉いとこはそうではない）社会も多い。
たとえばイロコイ型、クロー型、オマハ型、およびオーストラリア先住民の大部分の親族名称体系では、男性の平行いとこは「兄弟」、女性の平行いとこは「姉妹」と呼ばれる。イロコイ型の体系では、交叉いとこが親族に同化して同じように呼ばれる場合、一般に姻戚関係になる（交叉いとこ婚が推奨されるため）。したがって「男性の交叉いとこ」と「義理の兄弟」、「女性の交叉いとこ」と「義理の姉妹」に同じ語が用いられる。
それ以外の親族名称体系（ハワイ型、エスキモー型、スーダン型）においては平行いとこが交叉いとこに対立するものとしてひとまとめに扱われることはない。

## タブー
ジョン・メイナード＝スミスの『性の進化』(The Evolution of Sex, 1978)では、リチャード・アレクサンダー (Richard D. Alexander) による示唆として、平行いとこが近親婚のタブーに触れるが交叉いとこがそうでないことを、父系の不確かさによって説明できるかもしれないとしている。平行いとこの父どうしが兄弟の場合、互いの妻と公然・非公然に性的関係を持つ可能性があり、その結果として平行いとこが実際には同じ父から生まれた異母きょうだいになり得る。平行いとこの母どうしが姉妹の場合も同様に互いの夫と公然・非公然に性的関係を持つ可能性があり、その結果として平行いとこが実際には同じ父から生まれた異母きょうだいになり得る。なお、子供の母が誰であるかが疑いの対象になる可能性はなく、母が同じなら自動的にきょうだいとして扱われるため、平行いとこが同じ母から生まれることはない。父系のみがこのような誤りを引きおこす。
交叉いとこの場合にはこのような問題が起きる可能性はずっと少なくなる。父母が同じきょうだい間の近親相姦が起きなければ、公然・非公然の性的関係によって交叉いとこが同じ父を持つ可能性はほとんどないからである。母に兄弟がいて、その妻が父によって妊娠させられた場合にのみ交叉いとこが同一の父から生まれ得る。

### 中東の平行いとこ婚
アンドレイ・コロターエフはイスラム化が平行いとこ（父の兄弟の娘(FBD)）との結婚への強く重要な指標であると主張した。イスラムとFBD婚の間にはっきりした機能的相関が見られるが、FBD婚の規定があったただけでは、たとえ経済的利益があったとしても、人々に平行いとこ婚を認めさせるには充分でないことを彼は示した。コロターエフによれば、平行いとこ婚はイスラム化がアラブ化と同時に起きた場合に体系的に認容される。